# Ranunculus neocuneatus
Ranunculus neocuneatus är en ranunkelväxtart som beskrevs av C. C. Townsend. Ranunculus neocuneatus ingår i släktet ranunkler, och familjen ranunkelväxter. Inga underarter finns listade i Catalogue of Life.